# 船舶局無線従事者証明
船舶局無線従事者証明（せんぱくきょくむせんじゅうじしゃしょうめい）は、義務船舶局等の無線設備の操作又はその監督を行おうとする無線従事者に必要となる証明のことである。

## 概要
電波法第48条の2には「第39条第1項本文の総務省令で定める義務船舶局等の無線設備の操作又はその監督を行おうとする者は、総務大臣に申請して、船舶局無線従事者証明を受けることができる。」とある。
また、同法第39条第1項では「無線設備の操作」として「第40条の定めるところにより無線設備の操作を行うことができる無線従事者（義務船舶局等の無線設備であつて総務省令で定めるものの操作については、第48条の2第1項の船舶局無線従事者証明を受けている無線従事者。以下この条において同じ。）以外の者は、無線局（アマチュア無線局を除く。以下この条において同じ。）の無線設備の操作の監督を行う者（以下「主任無線従事者」という。）として選任された者であつて第4項の規定によりその選任の届出がされたものにより監督を受けなければ、無線局の無線設備の操作（簡易な操作であつて総務省令で定めるものを除く。）を行つてはならない。（後略）」
この義務船舶局等とは、電波法第34条の2に「義務船舶局及び義務船舶局のある船舶に開設する総務省令で定める船舶地球局」と規定している。
また、総務省令とは、電波法施行規則のことで、船舶地球局については第28条の2第1項に、無線設備については第32条の2第1項の10に規定している。
引用の促音の表記は原文ママ
すなわち、義務船舶局等の無線設備の操作又はその監督は無線従事者であるのみでは不足で、船舶局無線従事者証明を取得していなければならない。
具体的には、船舶局に通信長として乗り組むには海技士 (通信)又は海技士 (電子通信)を取得しなければならないが、そのためには無線従事者の免許に加えて船舶局無線従事者証明も要求されることとなる。
これは1984年に発効した船員の訓練及び資格証明並びに当直の基準に関する国際条約（STCW条約(en:STCW Convention)）によるものである。

## 対象
電波法第48条の2第2項に基づき、電波法施行規則第34条の11に規定されている。
- 第一級総合無線通信士
- 第二級総合無線通信士
- 第三級総合無線通信士
- 第一級海上無線通信士
- 第二級海上無線通信士
- 第三級海上無線通信士
- 第一級海上特殊無線技士

## 取得
電波法第48条の2第2項に規定されている。
1. 義務船舶局等の無線設備の操作又はその監督に関する訓練の課程を修了したとき。
2. 前号の訓練の課程と同等の内容を有するものであると認定した訓練の課程を修了し、5年を経過していないとき。

## 失効
電波法第48条の3に規定されている。
1. 船舶局無線従事者証明に係る訓練の課程を修了した日から起算して5年を経過する日までの間義務船舶局等の無線設備その他電波法施行規則で定める無線局の無線設備の操作又はその監督の業務に従事せず、かつ、再訓練の課程を修了しなかったとき。
2. 引き続き5年間前号の業務に従事せず、かつ、当該期間内に同号の訓練の課程を修了しなかったとき。
3. 前条第2項の無線従事者でなくなったとき。
4. 第1号及び第2号の船舶局無線従事者証明の効力の確認に関し総務大臣から書類を提出を求められた際にこれを怠ったとして、第79条の2第1項の規定により船舶局無線従事者証明の効力を停止され、その停止の期間が5年を超えたとき。

## 訓練
無線従事者規則においては、単に「証明」と定義している。
また、電波法第48条の2第2項の訓練を「新規訓練」、同法第48条の3の「再訓練」と規定している。
実施は、無線従事者規則第61条第6号に基づく総務省告示による。
実施者
国（総合通信局長（沖縄総合通信事務所長を含む。以下同じ。））が実施する。また、新規訓練については日本無線協会も実施する。
その他、総合通信局長の認定を受けた団体は訓練を実施できる。
- 日本無線協会は、日本船員雇用促進センターからの委託[4]により、外国人船員を対象とした外国での第三級海上無線通信士と第一級海上特殊無線技士の養成課程に引き続き新規訓練を実施[5][6]している。

訓練時間
無線従事者規則第61条第5号に基づく別表第23号による。
| 種別                   | 科目 | 科目                         | 時数(注) |
| ---------------------- | ---- | ---------------------------- | -------- |
| 新規訓練               | 学科 | 海上無線通信制度             | 3以上    |
| 新規訓練               | 学科 | 海上関係無線局の概要         | 2以上    |
| 新規訓練               | 学科 | 義務船舶局等の無線設備の管理 | 2以上    |
| 新規訓練               | 学科 | 海上無線通信の方法           | 2以上    |
| 新規訓練               | 実技 | 義務船舶局等の無線設備の管理 | 3以上    |
| 新規訓練               | 実技 | 海上無線通信の方法           | 6以上    |
| 再訓練                 | 学科 | 海上無線通信制度             | 1以上    |
| 再訓練                 | 学科 | 義務船舶局等の無線設備の管理 | 1以上    |
| 再訓練                 | 学科 | 海上無線通信の方法           | 1以上    |
| 注 1時数は50分とする。 |      |                              |          |

総合通信局長が特に他の時数によることが適当と認めた場合は、その時数による。
講師の要件
無線従事者規則第61条第6号により、第一級総合無線通信士の資格を有し、かつ、証明を受けた者（総合通信局長がこれと同等以上の知識及び技能を有する者と認めるものを含む。）で、その経歴等からみて総合通信局長が適当と認める者。
訓練修了の記録
無線従事者規則第61条第8号により、訓練の実施者が課程修了者に対し、証明を行う。
訓練手数料
2004年（平成16年）3月29日以降、新規訓練は19,900円、再訓練は3,400円

## 船舶局無線従事者証明書
証明を受けようとする者は、申請書を総務大臣に提出しなければならない。
総務大臣は証明を行ったときは、船舶局無線従事者証明書を交付する。
訂正・再交付
- 証明を受けた者が氏名に変更を生じたときは、証明書の訂正を受けなければならない。ただし、再交付を受けることもできる。
- 証明を受けた者が証明書を汚し、破り、失い、又は証明書の経歴の記載欄の余白が無くなったときは再交付を受ける。

返納
- 証明者は、証明が失効したとき又は証明の取消しの処分を受けたときは、その失効した日又は処分を受けた日から10日以内にその証明書を返納しなければならない。証明書の再交付を受けた後失った証明書を発見したときも同様。
- 証明を受けた者が死亡し、又は失踪宣告を受けたときは、戸籍法による死亡又は失踪宣告の届出義務者は、遅滞なく、その証明書を返納しなければならない。

申請手数料
2004年（平成16年）3月29日以降、2,450円、再交付は2,850円

## 証明書発給数
| 年度               | 昭和58年度 | 昭和59年度 | 昭和60年度 | 昭和61年度 | 昭和62年度 | 昭和63年度 | 平成元年度 | 平成2年度  |
| ------------------ | ---------- | ---------- | ---------- | ---------- | ---------- | ---------- | ---------- | ---------- |
| 累計数             | ー         | 9,567      | 9,859      | 10,142     | 10,466     | 10,580     | 10,676     | 10,744     |
| 年度               | 平成3年度  | 平成4年度  | 平成5年度  | 平成6年度  | 平成7年度  | 平成8年度  | 平成9年度  | 平成10年度 |
| 累計数             | 10,798     | 10,875     | 10,968     | 11,083     | 11,369     | 11,724     | 12,105     | 12,714     |
| 年度               | 平成11年度 | 平成12年度 | 平成13年度 | 平成14年度 | 平成15年度 | 平成16年度 | 平成17年度 | 平成18年度 |
| 累計数             | 13,862     | 14,115     | 14,600     | 14,900     | 15,182     | 15,400     | 15,702     | 15,963     |
| 年度               | 平成19年度 | 平成20年度 | 平成21年度 | 平成22年度 | 平成23年度 | 平成24年度 | 平成25年度 | 平成26年度 |
| 累計数             | 16,531     | 17,200     | 17,982     | 18,606     | 19,113     | 19,580     | 20,316     | 21,038     |
| 年度               | 平成27年度 | 平成28年度 | 平成29年度 | 平成30年度 | 令和元年度 | 令和2年度  | 令和3年度  | 令和4年度  |
| 累計数             | 21,837     | 22,795     | 23,863     | 24,813     | 25,503     | 25,813     | 26,334     | 27,003     |
| 年度               | 令和5年度  |            |            |            |            |            |            |            |
| 累計数             | 27,822     |            |            |            |            |            |            |            |
| 資格・試験による。 |            |            |            |            |            |            |            |            |

## 沿革
1983年（昭和58年）- 制度化